# Campeonato Chileno de Futebol de 1996
O Campeonato Chileno de Futebol de 1996 (oficialmente Campeonato Nacional de Fútbol Profesional de la Primera División de Chile) foi a 63ª edição do campeonato do futebol do Chile. Os 16 clubes jogam todos contra todos, sendo o primeiro colocado campeão. Os dois últimos colocados são rebaixados diretamente para a Campeonato Chileno de Futebol - Segunda Divisão. O campeão e o ganhador da ligilla entre o vice, 3º, 4º e 5º lugar se classificam para a Copa Libertadores da América de 1997.

## Participantes
| Equipe                               | Cidade        | Região                           | No ano anterior                                                     | Estádio                                | Capacidade | Títulos                               | Participações |
| ------------------------------------ | ------------- | -------------------------------- | ------------------------------------------------------------------- | -------------------------------------- | ---------- | ------------------------------------- | ------------- |
| Club Social y Deportivo Colo-Colo    | Macul         | Região Metropolitana de Santiago | Terceiro Lugar                                                      | Estádio Monumental David Arellano      | 47.017     | 20 (Último em 1993)                   | 64            |
| Unión Española                       | Independencia | Região Metropolitana de Santiago | Nono Lugar                                                          | Estádio Santa Laura                    | 22.375     | 5 (1943, 1951, 1973, 1975, 1978)      | 63            |
| Club Deportivo Universidad Católica  | Las Condes    | Região Metropolitana de Santiago | Vice Campeão                                                        | Estádio San Carlos de Apoquindo        | 20.000     | 7 (1949, 1954, 1961, 1966, 1984,1987) | 55            |
| Club de Deportes Cobreloa            | Calama        | Região de Antofagasta            | Quinto Lugar                                                        | Estádio Municipal de Calama            | 12.000     | 5 (1980, 1982, 1985, 1988, 1992)      | 19            |
| O'Higgins Fútbol Club                | Rancagua      | Região de O'Higgins              | Sexto Lugar                                                         | Estádio El Teniente                    | 14.550     | 0 (não possui)                        | 38            |
| Club Deportivo Palestino             | La Cisterna   | Região Metropolitana de Santiago | Décimo Lugar                                                        | Estádio Municipal de La Cisterna       | 12.000     | 2 (1955, 1978)                        | 41            |
| Club Universidad de Chile            | Santiago      | Região Metropolitana de Santiago | Campeão                                                             | Estádio Nacional de Chile              | 55.100     | 10 (último em 1995)                   | 57            |
| Club de Deportes Coquimbo Unido      | Coquimbo      | Região de Coquimbo               | Sétimo Lugar                                                        | Estádio La Pampilla                    | ---        | 0 (não possui)                        | 13            |
| Club de Deportes Antofagasta         | Antofagasta   | Região de Antofagasta            | Oitavo Lugar                                                        | Estádio Regional de Antofagasta        | 26.339     | 0 (não possui)                        | 17            |
| Club de Deportes Temuco              | Temuco        | Região de Araucanía              | Quarto Lugar                                                        | Estádio Municipal Germán Becker        | 20.930     | 0 (não possui)                        | 23            |
| Club Deportivo Provincial Osorno     | Osorno        | Região de Los Lagos              | Décimo Primeiro Lugar                                               | Estádio Municipal Rubén Marcos Peralta | 12.000     | 0 (não possui)                        | 5             |
| Club de Deportes Regional Atacama    | Copiapó       | Região de Atacama                | Décimo Terceiro Lugar                                               | Estádio Luis Valenzuela Hermosilla     | 8.000      | 0 (não possui)                        | 6             |
| Club Social y de Deportes Concepción | Concepción    | Região de Bío-Bío                | Décimo Segundo Lugar                                                | Estádio Municipal de Concepción        | 35.000     | 0 (não possui)                        | 26            |
| Club Deportivo Huachipato            | Talcahuano    | Região de Bío-Bío                | Décimo Quarto Lugar                                                 | Estádio Las Higueras                   | -----      | 1 (1974)                              | 22            |
| Club de Deportes Santiago Wanderers  | Valparaíso    | Região de Valparaíso             | Acesso pelo Campeonato Chileno de Futebol de 1995 - Segunda Divisão | Estádio Elías Figueroa Brander         | 23.000     | 2 (1958, 1968)                        | 40            |
| Audax Club Sportivo Italiano         | La Florida    | Região Metropolitana de Santiago | Acesso pelo Campeonato Chileno de Futebol de 1995 - Segunda Divisão | Estádio Municipal de La Florida        | 12.000     | 4 (1936, 1946, 1948, 1957)            | 50            |

## Campeão
| Campeão Chileno 1996                                           |
| -------------------------------------------------------------- |
| Club Social y Deportivo Colo-Colo (Macul) (18º título) Campeão |